# Canton de Joué-lès-Tours-Sud
Le canton de Joué-lès-Tours-Sud est un ancien canton français situé dans le département d'Indre-et-Loire et la région Centre.

## Géographie

### Composition
Le canton de Joué-lès-Tours Sud se composait de la partie de la commune de Joué-lès-Tours située au sud du boulevard des Bretonnières, du boulevard Jean-Jaurès et du boulevard de Chinon.

## Histoire
Le canton a été créé en 1985 en scindant en deux l'ancien canton de Joué-lès-Tours.

## Démographie
Le canton de Joué-lès-Tours-Sud comptait 18 236 habitants (population légale INSEE) au 1er janvier 2007. La densité de population est de - hab./km².

### Évolution démographique
| 1990   | 1999   | 2006   | 2011   | 2012   |
| ------ | ------ | ------ | ------ | ------ |
| 19 432 | 18 964 | 18 600 | 18 554 | 18 941 |

## Administration

### Conseillers généraux du canton
| Période | Période | Identité           | Étiquette | Qualité                                                                   |
| ------- | ------- | ------------------ | --------- | ------------------------------------------------------------------------- |
| 1985    | 1992    | Bernard Plisson    | RPR       | Médecin Adjoint au Maire de Joué-lès-Tours                                |
| 1992    | 2015    | Philippe Le Breton | PS        | Cadre supérieur à la Banque de France Maire de Joué-lès-Tours (1995-2014) |

## Pour approfondir

### Sources
1. ↑  Décret no 84-1227 du 24 décembre 1984 portant création et modification de cantons dans le département d'Indre-et-Loire.
2. ↑  Structure de la population du canton de 1968 à l'année de la dernière population légale connue
3. ↑  Fiches Insee - Populations légales du canton pour les années 2006, 2011, 2012